# 逢坂信忢
逢坂 信忢（おうさか しんご、1882年〈明治15年〉9月9日 - 1981年〈昭和56年〉1月7日）は、日本の牧師、伝道者、宗教哲学者、社会運動家、郷土史家、著述家。

## 略歴
新潟県中蒲原郡女池新田（現 新潟市中央区女池）の、女池新田、神道寺新田、および小張ノ木新田の戸長を務めていた名望家・逢坂清治の次男として出生。
1900年（明治33年）3月に新潟県中学校を卒業、1902年（明治35年）7月に札幌農学校予修科を卒業、1908年（明治41年）12月に東北帝国大学農科大学（旧 札幌農学校）農学科（農政学・農業経済学専攻）を卒業。
1915年（大正4年）9月に救世軍に入隊、1916年（大正5年）6月に救世軍士官学校を卒業、中尉に任官、東京銀座小隊長に就任、1917年（大正6年）4月に大尉に任官、1919年（大正8年）春に救世軍を除隊。
1919年（大正8年）から3年間、アメリカのインディアナ州アップランドのテイラー大学、イリノイ州エバンストンのギャレット神学校、ケンタッキー州ルイビルの南部バプテスト神学校に留学して神学を研究。
1921年（大正10年）7月に新潟県において伝道を行うため日本組合長岡基督教会牧師に就任、1924年（大正13年）11月から十日町基督教会牧師を兼任、1934年（昭和9年）3月に十日町基督教会牧師を辞任。
1939年（昭和14年）6月に東北帝国大学農科大学（旧 札幌農学校）の恩師の宮部金吾から招請を受けて札幌独立基督教会牧師に就任、1946年（昭和21年）7月に札幌独立基督教会牧師を辞任、以後、著述に従事。
1961年（昭和36年）5月に北海道に来訪した昭和天皇に「北海道開拓精神史の研究」について御前講演を行った。
1981年（昭和56年）1月7日午後11時5分に札幌市の自宅で老衰のため死去、日本基督教団札幌北光教会で行われた葬儀は北海道大学関係者、北海道知事、札幌市長の会葬・献花もあり、白い菊の花に覆われた荘厳なものであった。

## 役職
- 1922年（大正11年） 00 - 長岡禁酒会 会長[38]
- 1923年（大正12年） 00 - 新潟県連合禁酒会 理事[38]
- 1929年（昭和04年）1月 - 新潟県公娼廃止期成同盟会 理事長[38][39][注 15]
- 1934年（昭和09年）4月 - 中越医療利用購買組合 理事[42][注 16]
- 1935年（昭和10年）1月 - 中越医療利用購買組合 監事[45]

## 表彰
- 1960年（昭和35年）11月3日 - 第12回（昭和35年度）北海道文化賞「伝道のかたわら北海道開拓精神史の研究に生涯をかけた功績に対し」[46][47]

## 関連人物
- 逢坂清治 - 父、大地主、逢坂家12代目[48]、新潟県中蒲原郡女池村第4代村長[49]、元新潟県会議員[50]、元中蒲原郡会議員[51]、元鳥屋野村会議員[52]。友人に坂口仁一郎（坂口安吾の父）[53]。

キリスト教に入信した逢坂信忢を勘当した。が、1906年（明治39年）5月に千葉県の鏡ヶ浦で病気のため療養していた逢坂信忢が肥厚性鼻炎の手術後に出血が止まらず昏睡状態に陥った時、内村鑑三から連絡を受け急いで飛んで来た。
- 内村鑑三 - 人生の恩師[56][注 17]、キリスト教思想家。

逢坂信忢は中学4年生の時、内村鑑三不敬事件を起こした内村に憤慨し、内村を知るため内村が主筆の『東京獨立雜誌』を読むと、内村の思想に感激して内村が卒業した札幌農学校に入学を決め、東京の角筈に住む内村を訪ねた。
- 宮部金吾 - 東北帝国大学農科大学（旧 札幌農学校）の恩師[61]、内村鑑三の親友、植物学者。

逢坂信忢は東北帝国大学農科大学（旧 札幌農学校）を卒業する頃、内村から宮部が次のように言っていたと聞いた。
内村と有島武郎は「バカにもいろいろあるから気にするな」と逢坂を慰めた。
- 有島武郎 - 札幌農学校の先輩、小説家。

逢坂信忢と同日に札幌独立基督教会に入会した。逢坂は有志の学生や教員などの社会人による有島を中心とした社会主義研究会を結成した。逢坂が結婚する時、有島は婚姻届に証人として署名押印し、仲人を務めた。
逢坂はアメリカに留学する前、有島と信仰上の話をした。信仰を捨てた有島は、逢坂は古い生き方をしていると言う。別れる時、逢坂が「自分に真実なことを真実として行う」と言うと、有島は手を叩いて喜び、次のように言った。
これが逢坂と有島の今生の別れとなった。
逢坂は有島について、「本当にやさしい人だった。私はどんなにお世話になったか分からない」と述懐している。

## 著作物

### 著書
- 『暗黑より光明に』山室軍平[序]、警醒社書店、1916年。
- 『苦難の哲理と宗敎』佐藤昌介[序]、不二屋書房、1936年。
- 『クラーク先生詳伝』宮部金吾[推薦の辞]、丸善[発売]、クラーク先生詳伝刊行会、1956年。
- 『ホーレス・ケプロンを語る 北海道開拓の恩人』丸善[発売]、逢坂信忢（私家版）、1956年。
- 『クラーク先生を語る』逢坂信忢（私家版）、1959年。
- 『黒田清隆とホーレス・ケプロン 北海道開拓の二大恩人 その生涯とその事蹟』北海タイムス社、1962年。
- 『ウァルト・ホイットマンを語る 散文家としての彼れ』丸善[発売]、宮崎広志（私家版）、1966年。
- 『荒井郁之助伝 北海道教育の先駆者』北海タイムス社、1967年。
- 『ウァルト・ホイットマンを語る 詩人としての彼れ』丸善[発売]、逢坂信忢（私家版）、1968年。
- 『盲詩人ミルトンを惟う』丸善[発売]、宮崎廣志（私家版）、1969年。
- 『リンカーンを語る』丸善[発売]、宮崎廣志（私家版）、1972年。
- 『クラーク精神とカーライル哲学 「悪魔の糞」を語る』北海タイムス社、1976年。
- 『只この一書 新約聖書梗概』逢坂信忢（私家版）、1978年。

### 論文
- CiNii収録論文 - CiNii